# کیک میکادو
کیک میکادو (ارمنی: Միկադո տորթ)، که با نام میکادو نیز شناخته می‌شود، یک کیک لایه‌ای ارمنی است که در جمهوری شوروی  سوسیالیستی ارمنستان اختراع شد و با شیر عسلی یا کرم کره‌ای دولسه د لچه، خامه ترش و روکش شکلات رنده شده تهیه می‌شود.